# Scapsipedus niger
Scapsipedus niger är en insektsart som först beskrevs av Harris, T.W. 1841.  Scapsipedus niger ingår i släktet Scapsipedus och familjen syrsor. Inga underarter finns listade i Catalogue of Life.